# Central Scotland
Central Scotland (del gaélico escocés: Roinn Meadhanach) era una de las nueve antiguas regiones en que estaba dividida administrativamente Escocia desde que fue creada en 1975 por la Ley de Gobierno Local de Escocia de 1973 hasta su disolución en 1996 por la Ley de Gobierno Local de Escocia de 1994. La región estaba a su vez dividida en 3 distritos: Falkirk, Stirling y Clackmannanshire. Abarcaba una superficie de aproximadamente 2.600 km² y tenía una población aproximada de 280 mil personas. Su capital era la ciudad de Stirling.
En 1996, al abolirse el sistema de administración local en dos niveles y establecerse una única administración unitaria, cada uno de los distritos que formaba la región de Central Scotland se convirtieron en Consejos unitarios.